# Ursula Kreutel
Ursula Kreutel (* 14. September 1965 in Leonberg) ist eine deutsche ehemalige Diskuswerferin und war von 2006 bis 2014 Bürgermeisterin der baden-württembergischen Gemeinde Weissach.

## Sportliche Laufbahn
1990 gewann Kreutel bei den letzten deutschen Meisterschaften vor der Wiedervereinigung mit 63,96 m den Titel. Sie nahm an den Europameisterschaften 1990 in Split teil, wo sie mit 63,28 m den siebten Platz belegte. Insgesamt trat sie von 1986 bis 1990 bei zwölf Länderkämpfen für die Bundesrepublik Deutschland an.
Kreutel startete seit 1980 für die Stuttgarter Kickers. Ihre Bestleistung von 65,32 m erzielte sie am 15. September 1990 in Kamp-Lintfort.
Zwischen 1994 und 2018 gehörte Kreutel als Frauenwartin dem Vorstand des Württembergischen Rasenkraftsport- und Tauziehverbandes an.

## Politische Laufbahn
1985 legte Kreutel am Johannes-Kepler-Gymnasium in Leonberg das Abitur ab. Während ihrer sportlichen Karriere absolvierte sie parallel ein Studium der Verwaltungswissenschaft, das sie 1990 abschloss. Anschließend war sie in der Verwaltung der Stadt Stuttgart beschäftigt. Von 2002 bis 2006 übte sie das Amt der Ortsvorsteherin in ihrem Heimatort Höfingen aus. Im Jahr 2006 wurde sie als parteilose Bewerberin zur Bürgermeisterin von Weissach gewählt. 2014 kandidierte sie erneut für dieses Amt, verlor aber am 27. Juli 2014 im zweiten Wahlgang. Im Mai 2020 wurde sie vom Verwaltungsgericht Stuttgart gemeinsam mit dem damaligen Kämmerer der Stadt zu 223.000 Euro Schadenersatz wegen Amtspflichtverletzungen verurteilt. Durch die Stadtverwaltung waren zwischen 2003 und 2014 trotz Anmahnung der Aufsichtsbehörden keine Jahresabschlüsse erstellt worden.
Ab 2004 war sie Mitglied des Kreistages im Landkreis Böblingen, ihre 15-jährige Amtszeit endete nach den Kommunalwahlen in Baden-Württemberg 2019. Im Jahr 2024 wurde sie in den Gemeinderat von Leonberg gewählt.

## Privates
Ursula Kreutel hat eine Tochter.